# 전북특별자치도 군산의료원
전북특별자치도 군산의료원(全北特別自治道群山醫療院, Jeollabuk-do Gunsan Medical Center)은 전북특별자치도 군산시에 위치한 전북특별자치도청 산하의 공공병원이다. 전북특별자치도 군산시 의료원로 27에 위치하고 있다.

## 연혁
- 1922년 관립 군산자혜의원 설립
- 1925년 전라북도립 군산병원으로 명칭 변경
- 1983년 지방공사 전라북도 군산의료원으로 명칭 변경
- 1998년 원광대학교병원 위탁 운영, 지방공사 원광대학교병원운영 군산의료원으로 명칭 변경
- 2006년 지방공사 원광대학교병원운영 군산의료원에서 전라북도 군산의료원으로 명칭 변경
- 2014년 전라북도 직영으로 전환

## 진료과목
내과, 외과, 산부인과, 응급의학과(응급실), 마취통증의학과(수술실), 정형외과, 신경외과, 신경과, 정신과, 소아청소년과, 가정의학과, 비뇨기과, 안과, 한의과, 이비인후과, 진단영상의학과, 진단검사의학과, 병리과, 치과, 재활의학과

## 같이 보기
- 병원